# Kanumarathon-Weltmeisterschaften 2014
Die 22. Kanumarathon-Weltmeisterschaften fanden vom 26. bis 28. September 2014 im US-amerikanischen Oklahoma City statt. Der austragende Verband war die ICF.
Die Länge der Strecke betrug 26,25 km, beim Männer-Kajak 30 km.
Es wurden vier Wettbewerbe für Männer und zwei Wettbewerbe für Frauen ausgetragen.

## Medaillengewinner

### Herren

#### Canadier
| Disziplin | Gold                           | Zeit      | Silber                                            | Zeit      | Bronze                          | Zeit      |
| --------- | ------------------------------ | --------- | ------------------------------------------------- | --------- | ------------------------------- | --------- |
| C1        | Spanien Manuel Antonio Campos  | 2:08:19 h | Ungarn Marton Köver                               | 2:08:38 h | Portugal Nuno Barros            | 2:09:52 h |
| C2        | Ungarn Marton Köver Adam Docze | 1:57:53 h | Spanien Manuel Antonio Campos José Manuel Sanchez | 1:59:31 h | Spanien Oscar Grana Ramón Ferro | 2:00:38 h |

#### Kajak
| Disziplin | Gold                                 | Zeit         | Silber                                 | Zeit         | Bronze                               | Zeit         |
| --------- | ------------------------------------ | ------------ | -------------------------------------- | ------------ | ------------------------------------ | ------------ |
| K1        | Südafrika Hank Mcgregor              | 2:12:07 h    | Spanien Iván Alonso                    | 2:12:12 h    | Portugal José Ramalho                | 2:12:15 h    |
| K2        | Südafrika Hank Mcgregor Jasper Mocke | 2:03:24,54 h | Spanien Walter Bouzan Álvaro Fernández | 2:03:25,22 h | Südafrika Iván Alonso Emilio Merchán | 2:03:25,53 h |

### Damen

#### Kajak
| Disziplin | Gold                              | Zeit      | Silber                                   | Zeit      | Bronze                                              | Zeit      |
| --------- | --------------------------------- | --------- | ---------------------------------------- | --------- | --------------------------------------------------- | --------- |
| K1        | Ungarn Renáta Csay                | 2:05:25 h | Vereinigtes Königreich Lizzie Broughton  | 2:05:27 h | Tschechien Anna Koziskova                           | 2:06:14 h |
| K2        | Ungarn Renáta Csay Alexandra Bara | 1:57:39 h | Tschechien Anna Koziskova Lenka Hrochova | 1:57:43 h | Vereinigtes Königreich Samantha Rees-Clark Amy Ward | 1:58:13 h |

## Medaillenspiegel
| Rang   | Nation                 | Gold | Silber | Bronze | Gesamt |
| ------ | ---------------------- | ---- | ------ | ------ | ------ |
| 1      | Ungarn                 | 3    | 1      | 0      | 4      |
| 2      | Südafrika              | 2    | 0      | 0      | 2      |
| 3      | Spanien                | 1    | 3      | 2      | 6      |
| 4      | Vereinigtes Königreich | 0    | 1      | 1      | 2      |
| 4      | Tschechien             | 0    | 1      | 1      | 2      |
| 6      | Portugal               | 0    | 0      | 2      | 2      |
| Gesamt | Gesamt                 | 6    | 6      | 6      | 18     |